# West Millgrove
West Millgrove és una població dels Estats Units a l'estat d'Ohio. Segons el cens del 2000 tenia 78 habitants.

## Demografia
Segons el cens del 2000, West Millgrove tenia 78 habitants, 25 habitatges, i 22 famílies. La densitat de població era de 115,8 habitants per km².
Dels 25 habitatges en un 44% hi vivien nens de menys de 18 anys, en un 72% hi vivien parelles casades, en un 12% dones solteres, i en un 12% no eren unitats familiars. En el 12% dels habitatges hi vivien persones soles el 4% de les quals corresponia a persones de 65 anys o més que vivien soles. El nombre mitjà de persones vivint en cada habitatge era de 3,12 i el nombre mitjà de persones que vivien en cada família era de 3,18.
Per edats la població es repartia de la següent manera: un 35,9% tenia menys de 18 anys, un 5,1% entre 18 i 24, un 28,2% entre 25 i 44, un 15,4% de 45 a 60 i un 15,4% 65 anys o més.
L'edat mediana era de 31 anys. Per cada 100 dones de 18 o més anys hi havia 100 homes.
La renda mediana per habitatge era de 50.625 $ i la renda mediana per família de 51.875 $. Els homes tenien una renda mediana de 41.250 $ mentre que les dones 28.750 $. La renda per capita de la població era de 12.578 $. Aproximadament el 4,5% de les famílies i el 10,1% de la població estaven per davall del llindar de pobresa.

## Poblacions més properes
El següent diagrama mostra les poblacions més properes.